# Lukas Herzog (Eishockeyspieler)
Lukas Herzog (* 7. Februar 1993 in Zell am See) ist ein ehemaliger österreichischer Eishockeytorwart, der unter anderem beim EC VSV und EC VSV in der ICE Hockey League aktiv war.

## Karriere
Lukas Herzog wechselte 2009 von Zell am See nach Villach und durchlief die Nachwuchsstationen des VSV. Nachdem er für die U20-Mannschaft des VSV auf 59 Einsätze gekommen war und auch schon fünfmal in der EBEL am Eis stand, übernahm er für die Saison 2015/16 die zweite Torhüterposition von Thomas Höneckl.
Bei seinem Saisondebüt am 24. November gegen den EC Graz 99ers blieb er ohne Gegentreffer und wurde für diesen Shutout zum Spieler des Abends gewählt. Im November 2015 gewann er die unter Fans, Nationalteam Coaches und Sportexperten durchgeführten Wahl zum „EBEL-YoungStar des Monats“ der Liga.
In der Saison 2016/17 stand Herzog öfter auf dem Eis als in den vier vorherigen Saisonen zusammen, was auf den verletzungsbedingten Ausfall des Einsertorhüters Olivier Roy zurückzuführen war. Am 5. Februar 2017 schaffte er ein erneutes Shutout gegen die EC Graz 99ers. Von Roger Bader wurde er in der Vorbereitung für die Eishockey-Weltmeisterschaft 2017 in die Nationalmannschaft einberufen und debütierte am 10. Februar 2017 in einem Spiel gegen Norwegen, welches mit 2:1 nach Verlängerung gewonnen wurde.
Im April 2018 gab der EC Red Bull Salzburg die Verpflichtung Herzogs bekannt.
Im Oktober 2020 wurde Herzog an der Hüfte operiert und fiel dadurch die komplette Saison 2020/21 aus. Nach überstandener Operation und Genesung erhielt er beim EC Salzburg keinen neuen Vertrag und wechselte zum Dornbirner EC. Im Januar 2022 beendete er nach insgesamt 106 Spielen in Österreichs höchster Liga seine Karriere.

## Erfolge
- 2011: Österreichischer Meister (U20) mit dem EC VSV
- 2011: Goldmedaille bei der U18-Junioren-Weltmeisterschaft (Division II, Gruppe A) und damit Aufstieg in die Division I
- 2012: Österreichischer Meister (U20) mit dem EC VSV

## Karrierestatistik
(Legende zur Torhüterstatistik: GP oder Sp = Spiele insgesamt; W oder S = Siege; L oder N = Niederlagen; T oder U oder OT = Unentschieden oder Overtime- bzw. Shootout-Niederlage; Min. = Minuten; SOG oder SaT = Schüsse aufs Tor; GA oder GT = Gegentore; SO = Shutouts; GAA oder GTS = Gegentorschnitt; Sv% oder SVS% = Fangquote; EN = Empty Net Goal; 1 Play-downs/Relegation; Kursiv: Statistik nicht vollständig)

## Familie
Sein Bruder Christoph Herzog, sein Cousin Stefan Herzog und sein Onkel Michael Herzog sind bzw. waren ebenfalls Eishockeyspieler. Sein Vater war Obmann beim EK Zell am See.